# Eduard Marti

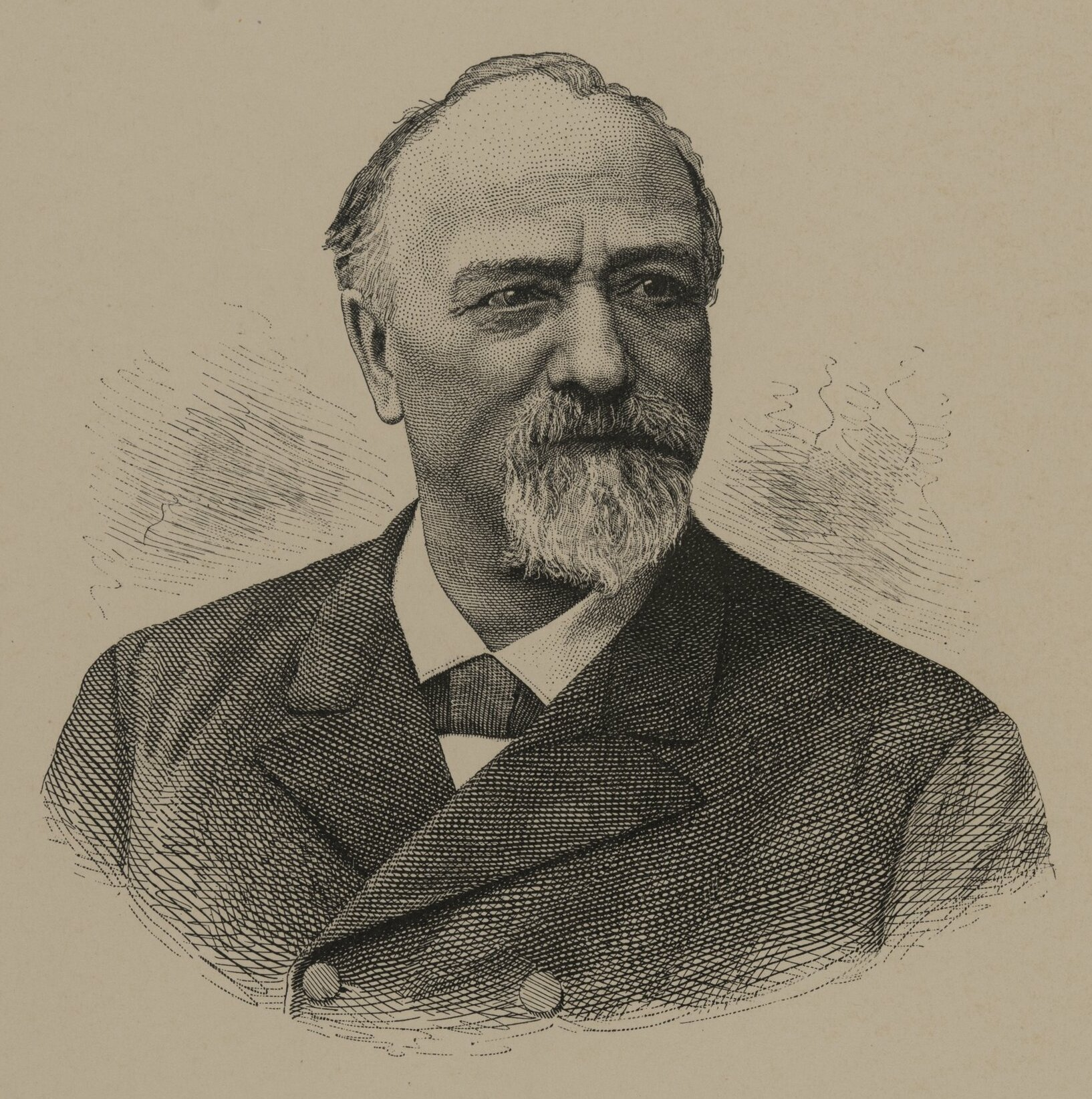
Eduard Marti

Eduard Marti (Rapperswil, 12 oktober 1829 - Baden, 5 november 1896), was een Zwitsers politicus.

## Biografie

### Opleiding en vroege carrière
Marti bezocht het gymnasium van Bern. Van 1851 tot 1854 studeerde hij rechten aan de Universiteit van Bern. Na zijn studie was achtereenvolgens advocaat te Nidau (1854-1855) en Biel (1856-1871). 

### Eisenbahnbaron
Marti was voorstander van de aanleg van een groot spoorwegen netwerk door West-Zwitserland. In 1871 werd op zijn initiatief begonnen met de aanleg van een spoorweg die de stad Bern verbond met de Jura. Hij was van 1871 tot 1892 president-directeur van Jura-Bern-Spoorweg (vanaf 1878 Jura-Bern-Luzern-Spoorweg, vanaf 1890 Jura-Simplon-Spoorweg). Daarnaast was hij lid van de directies van de Jura-spoorweg en de Centrale Spoorweg en zat hij in de directie van de Kantonsbank en het bestuur van het Federale Polytechnicum (het huidige Eidgenössische Technische Hochschule) in Zürich. Marti bouwde een machtspositie op en kreeg de bijnaam Eisenbahnbaron ("Spoorwegbaron"). 

### Politicus
Marti was goed bevriend met Ludwig Forrer en Eduard Müller en samen leidden zij de Bernese Vrijzinnig Democratische Partij (FDP). Van 1866 tot 1878 en van 1882 tot 1892 was Marti lid van de Grote Raad van Bern en van 1883 tot 1884 was hij voorzitter van de Wetgevende Raad. Marti was van 1892 tot 1896 lid van de Regeringsraad van Bern. Hij beheerde het departement van Bouw- en Spoorwegen.
Van 1 juni 1893 tot 31 mei 1894 was hij voorzitter van de Regeringsraad (dat wil zeggen regeringsleider) van Bern.
Marti was van 1866 tot 1878 en van 1884 tot zijn dood in 1896 lid van de Nationale Raad (Tweede Kamer Bondsvergadering). Van 4 juli 1877 tot 22 februari 1878 was hij voorzitter van de Nationale Raad.
Eduard Marti overleed op 67-jarige leeftijd.